# Parque nacional de Thong Pha Phum
El Parque nacional de Thong Pha Phum (en tailandés: อุทยานแห่งชาติทองผาภูมิ) es el nombre que recibe un área protegida con el estatus de parque nacional en la provincia de Kanchanaburi en el país asiático de Tailandia. El parque, está situado justo en la frontera con Myanmar y forma parte de la zona protegida del Complejo Forestal Occidental.

## Geografía
El parque nacional Thong Pha Phum está situado a unos 175 kilómetros (100 millas) al noroeste de la ciudad de Kanchanaburi y a 30 kilómetros (20 millas) al oeste de Thong Pha Phum, en los distritos de Sangkhla Buri y Thong Pha Phum. La superficie del parque es de 1.236 kilómetros cuadrados. Khao Chang Phueak es el pico más alto del parque con 1.249 metros (4.098 pies).

## Historia
El 23 de diciembre de 2009, Thong Pha Phum se convirtió en el 114.º parque nacional de Tailandia.

## Atracciones
El parque tiene numerosas cascadas y cuevas. La cascada Chok Kradin desciende 30 metros sobre un acantilado. Otra gran cascada es la Khao Yai, con tres niveles. Otras cascadas del parque son Dip Yai, Bi Teng y Huai Meuang. La cueva Khao Noi alberga imágenes de Buda. El mirador de Khao Khat ofrece una vista panorámica del parque.

## Fauna
Las especies animales incluyen elefantes, tigres, búfalos de agua, el muntjac rojo del norte y la civeta. Entre las aves que se pueden encontrar en su territorio están incluidas los cálaos, el bulbul y el coucal.

## Véase también

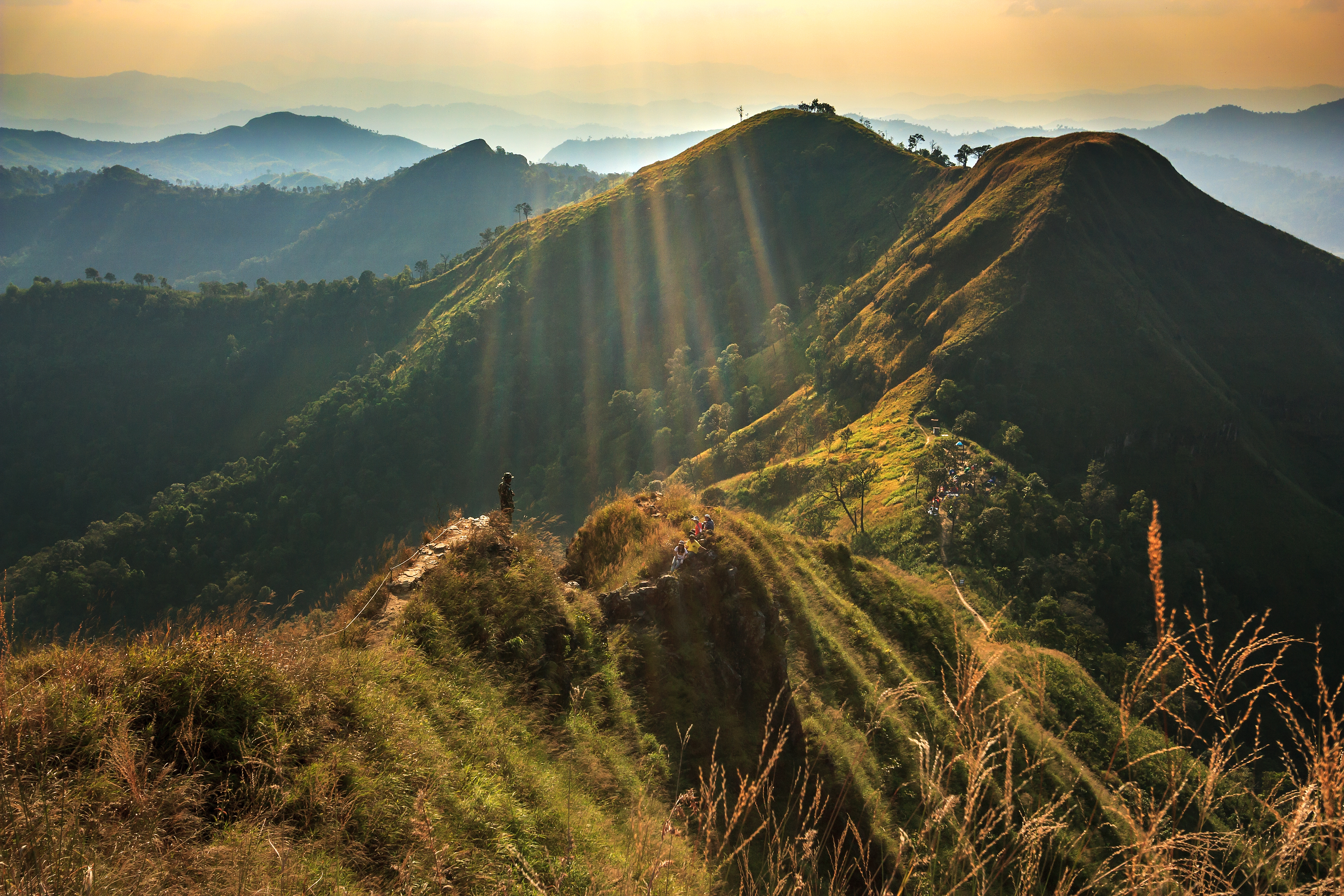
Otra vista del parque